# Territorialvatten
Territorialvatten är kustnära (litoralt) havsvatten som är en del av en stats territorium. Vanligtvis sträcker sig dessa ingrt 12 nautiska mil (22 km) ut från kusten, i enlighet med Förenta nationernas havsrättskonvention. Territorialvattnet kan delas in i inre territorialvatten, som ligger innanför en baslinje definierad av skärgårdens yttersta uddar, inklusive land som kommer fram vid lågvatten, och territorialhav, som ligger utanför baslinjen.
Utanför territorialvattnet har länderna en exklusiv ekonomisk zon, där de har exklusiv rätt till exploatering av naturresurser.

## Gränsen i särskilda fall
För att hantera vikar, flodmynningar och skärgård används en baslinje istället för den egentliga kusten. Linjen dras mellan de yttersta uddarna i skärgården där den är tillräckligt tät och över vikars och floders mynning. Baslinjen definieras noga, så att den inte skall kunna utnyttjas för orimliga krav vid speciella kustformer och öar långt från land.
Där territorialvattnet för två länder skulle överlappa räknas gränsen ligga på lika avståndet från baslinjen i vardera landet. Länderna kan också komma överens om andra arrangemang.

## Territorialvattnets betydelse
Inom ett lands territorialvatten gäller landets lagar och landet har rätt att stoppa fartyg enligt behov. Däremot har landet inte rätt att inom territorialhavet förhindra eller oskäligt försvåra sjötrafiken mellan andra länder. Förhållandet mellan landets rätt och rätten till fri passage är noga reglerat.
Inom de inre territorialvattnen gäller landets lagar i sin helhet och ingen rätt till fri passage föreligger, annat än vad som särskilt avtalats.

### Fotnoter
1. ↑  ”United Nations Convention on the Law of the Sea of 10 December 1982” (på engelska). Förenta nationerna. 10 december 1982. http://www.un.org/Depts/los/convention_agreements/convention_overview_convention.htm. Läst 1 november 2015.